# Volkhard Uhlig
Volkhard Uhlig (* 27. September 1941 in Halle (Saale)) ist ein ehemaliger deutscher Basketballnationalspieler und Basketballfunktionär.

## Leben
Volkhard Uhlig begann 1954 in seiner Heimatstadt Halle mit dem Basketball.
Er war Rekord-Nationalspieler des Deutschen Basketballverbandes (168 Länderspiele) in der Deutschen Demokratischen Republik und galt dort zu seiner Zeit als bester Spieler. Uhlig, der bereits als 15-Jähriger mit der DDR-Nationalmannschaft an Freundschaftsspielen in Bulgarien teilnahm, bestritt in den Jahren 1959, 1961, 1963 und 1967 mit der DDR die Europameisterschaften in Istanbul (Türkei), Belgrad (Jugoslawien), Breslau (Polen) sowie Helsinki und Tampere (jeweils Finnland) teil. In Istanbul war er mit 17 Jahren der jüngste Turnierteilnehmer. Seine beste Punktausbeute bei einer EM-Endrunde erreichte Uhlig 1963 mit 13 je Begegnung. In diesem Jahr wurde er mit der DDR EM-Sechster. Auf Vereinsebene spielte er für den SC Chemie Halle, mit dem er unter anderem im Europapokal der Landesmeister antrat. Uhligs Leistungsbasketballlaufbahn endete 1969 bereits mit 27 Jahren, als die DDR die Förderung der Sportart Basketball einstellte. Hernach stand für ihn das Studium im Vordergrund, Uhlig hatte in der Folge rund 15 Jahre keine Verbindung zum Basketballsport. 1971 wurde er an der Universität Halle im Fach Chemie promoviert.
1990 wurde er in der DDR letzter Präsident des Deutschen Basketball-Verbands (DBV), im November 1990 dann Präsidiumsmitglied des Deutschen Basketball-Bundes (DBB). Laut DBB war Uhlig „wesentlich an der Vereinigung der beiden Basketball-Verbände DBB und DBV 1990 beteiligt“. Er war später bis 2007 Geschäftsführer der Trainerakademie. Uhlig war ab 1995 Mitglied der Stasi-Kommission für das NOK, den DSB und seine Verbände, für diese Tätigkeit wurde ihm 2018 die Ehrennadel des Deutschen Olympischen Sportbunds verliehen. Er wurde 2008 als Ehrenmitglied des Deutschen Basketball-Bundes ausgezeichnet.
Im Verband der Chemischen Industrie e.V. war Uhlig Vorsitzender des Landesverbandes Nordost. 1994 war der parteilose Uhlig im Schattenkabinett von Reinhard Höppner als Wirtschaftsminister Sachsen-Anhalts vorgesehen, verzichtete aber auf den Amtsantritt, da er die Landesregierung als nicht stabil erachtete.
Beim SV Halle war Uhlig Leiter der Basketballabteilung.

### Familie
Sein Bruder Helmut Uhlig war bundesdeutscher Nationalmannschaft und Kapitän der Meistermannschaft des VfL Osnabrück. Dass Helmut Uhlig 1963 von einer BRD-Reise nicht in die DDR zurückkehrte und er sich danach weigerte, der Forderung nachzukommen, zu seinem Bruder auf Abstand zu gehen, hatte keine sportlichen Auswirkungen für Volkhard Uhlig, der weiterhin Länderspiele für die DDR bestritt.